# Distrito electoral de Bournemouth West

Ubicación del distrito electoral de Bournemouth West dentro de Dorset.

Bournemouth West es una borough constituency representada en la Cámara de los Comunes del Parlamento del Reino Unido. Ubicada en la porción occidental de Bournemouth, dentro del condado ceremonial de Dorset, elige a un Miembro del Parlamento a través del sistema de escrutinio uninominal mayoritario.
Ha elegido a Miembros del Parlamentos conservadores desde su creación en 1950 (información de 2008). Actualmente (año 2008), John Butterfill (Partido Conservador) es Miembro del Parlamento por esta circunscripción electoral.
- Datos: Q1080625
- Multimedia: Bournemouth West (UK Parliament constituency) / Q1080625